# Toponymes et ethnonymes dans la poésie gréco-latine
 (mars 2025).
- Si vous ne connaissez pas le sujet, laissez ce bandeau (vous pouvez alors contacter les auteurs).
- Si vous supprimez le contenu mis en cause (vous pouvez préalablement contacter les auteurs),

argumentez précisément cette suppression dans la page de discussion
(un manque de référence n'est pas un argument ; une recherche réelle de référence doit avoir été effectuée, être formellement documentée).
De multiples noms sont utilisés dans la poésie antique pour désigner les peuples, les villes, et les régions.

## Troie

### Noms de la ville
- Troie (grec ancien Τροία, latin Troia[1]), lié au hittite  𒋫𒊒𒄿𒊭 (Ta-ru-(ú-)i-ša, « Troie »), au grec mycénien  𐀵𐀫𐀊 (to-ro-ja « femme troyenne ») selon les linguistes ; de l'anthroponyme Tros, l'un des héros mythologiques de Troie, selon Apollodore, Diodore de Sicile, Virgile, ou encore Plutarque
- Cité de Dardanus
- Ilios (grec ancien Ἴλιος, Ílios) ou Ilion (en grec ancien Ἴλιον, Ílion[2]), ou encore Ilium en latin[3], qui, selon les linguistes, pourrait dériver du hittite Wilusa ou, selon la mythologie, du nom de son fondateur : Ilos, héros éponyme de la cité
- Pergame (grec ancien Πέργαμος, latin Pergama[4])
- Teucrie, du nom de son premier roi mythique, Teucros (en grec ancien Τεῦκρος) de Phrygie, chez Apollodore, Diodore de Sicile, et Virgile. Τεῦκρος vient du proto-anatolien *tr̥Hʷánts « dieu anatolien des tempêtes », à comparer avec le hittite 𒅎 « dIŠKUR-aš » de même sens[5].

### Noms des habitants
- Troyens
- Iliens
- Dardaniens
- Phrygiens
- Teucères (en latin Teucri[6]) ou Teucriens

### Noms de la région
- Troade
- Ida, par métonymie, d'après le nom du mont Ida, sur lequel s'installent les dieux pendant la guerre de Troie (cf. Il., XII, 14).
- Dardanie

## Carthage

### Noms de la ville
- Carthage (en latin Cartago[7],[8],[9],[10],[11],[12],[13])
- Tyrie (en latin Tyria[14])

### Noms des habitants
- Carthaginois
- Sidoniens (en latin Sidonii[15]
- Puniques (en latin Poeni)
- Tyriens (en latin Tyrii[16])

## Grèce

### Noms de la ville
- Grèce
- Mycène

### Noms des habitants
- Grecs
- Argiens (grec ancien : Ἀργεῖοι, en latin : Argolici), enfants d'Argos
- Danéens, Danaens ou Danaéens (grec ancien : Δαναοί, latin : Danae)
- Achéens (grec ancien : Ἀχαιοί)